# Huntingtower Castle
Huntingtower Castle, früher auch Ruthven Castle oder Place of Ruthven, ist eine Niederungsburg bei dem Dorf Huntingtower an der Fernstraße A85 und in der Nähe der A9, etwa fünf Kilometer nordwestlich des Zentrums der Stadt Perth in der schottischen Council Area Perth and Kinross.

## Geschichte
Huntingtower Castle wurde vom Clan Ruthven in verschiedenen Bauabschnitten seit dem 15. Jahrhundert erstellt und war viele Jahrhunderte unter dem Namen „House of Ruthven“ oder „Place ('Palace') of Ruthven“ bekannt. Im Sommer 1502 wohnte in der Burg der 4. Lord Ruthven und 1. Earl of Gowrie und seine Familie. Er war in eine Verschwörung zur Entführung des jungen Königs Jakob VI., den Sohn von Maria Stuart, verwickelt. Im Laufe des Jahres 1582 ergriffen Lord Ruthven und seine Mitstreiter den jungen König und hielten ihn zehn Monate lang gefangen. Diese Entführung wird „Raid of Ruthven“ genannt und die protestantischen Verschwörer hofften, durch die Kontrolle über den König mehr Macht zu erlangen. König Jakob gelang schließlich die Flucht und vergab tatsächlich Lord Ruthven, aber nach einem zweiten Umsturzversuch durch ihn und weitere Adlige wurde er schließlich hingerichtet und seine Besitzungen (einschließlich Huntingtower Castle) waren an die Krone verwirkt.
1586 wurden Ländereien und die Burg an die Familie Ruthven zurückgegeben. Aber 1600 waren die Brüder John und Alexander Ruthven in eine weitere Verschwörung zur Ermordung König Jakob VI. verwickelt und wurden hingerichtet. Dieses Mal war der König weniger gnädig: Er zog nicht nur die Besitzungen der Ruthvens ein, sondern er schaffte den Titel „Lord Ruthven“ ab und verfügte, dass kein Nachkomme der Familie mehr irgendwelche Titel führen oder Land besitzen dürfte. So hörte das Haus Ruthven per königlicher Verfügung auf, zu existieren, und die Burg wurde in „Huntingtower“ umbenannt. Huntingtower Castle blieb bis 1643 in Besitz der Krone und wurde dann an die Familie Murray aus Tullibardine verlehnt, von der die Dukes of Atholl and Mansfield abstammen.
John Murray, 1. Duke of Atholl, residierte auf der Burg, wo seine Gattin, Lady Mary Ross, ihm am 7. Februar 1717 einen Sohn gebar. Nach dem Tod von Lady Mary 1767 begann die Burg zu verfallen und wurde als Wohnstatt aufgegeben, mit Ausnahme einer Nutzung als Unterkunft für Landarbeiter. Die letzten Bewohner der Burg war die Familie des Burgwächters Niel Cowan. Die Familie Cowan, bestehend aus Niel, Margaret, Alexander und Lorraine, verließ die Burg Ende 2002.
Heute ist Huntingtower Castle gegen Eintrittsgeld offen für Besucher und dient manchmal als Veranstaltungsort für Hochzeiten. Die Burg wird von Historic Scotland als Scheduled Monument verwaltet.

## Architektur
Der ursprüngliche „Huntingtower“ (heute „Ostturm“ genannt) war ein freistehendes Gebäude, das hauptsächlich als Torhaus diente. Es hatte drei Stockwerke und ein Dachgeschoss. Um das Ende des 15. Jahrhunderts wurde ein zweiter Turm (der „Westturm“) neben dem Huntingtower in einem Abstand von etwa 3 Metern errichtet. Dieser zweite Turm hatte einen L-förmigen Grundriss und war mit dem Huntingtower durch eine hölzerne Brücke unterhalb der Ebene der Zinnen verbunden. Man denkt, dass diese Konstruktion der Verteidigung diente: Falls der Turm angegriffen und eingenommen würde, könnten die Bewohner in den zweiten Turm fliehen und die Zugbrücke zwischen den beiden hochziehen. Der Zwischenraum zwischen den beiden Türmen wurde Ende des 17. Jahrhunderts ausgefüllt, sodass die heutige Burg entstand. Zur selben Zeit wurde die Zahl und Größe der Fenster stark erhöht, insbesondere im Westturm.
Ein Rittersaal wurde im 16. Jahrhundert an die Nordseite des Westturms angebaut, aber von diesem ist heute oberirdisch nichts mehr erhalten außer einem Ansatz des Daches am Turm. Die Verteidigungsmauern, die einst die Burg einschlossen, und vermutlich auch einige Nebengebäude sind heute ebenfalls verschwunden.
Besonders interessant sind in Huntingtower Castle die Malereien vom Anfang des 16. Jahrhunderts, die im 1. Obergeschoss des Ostturms erhalten geblieben sind. Es sind Fragmente von Wandmalereien, auf denen Blumen, Tiere und biblische Szenen zu sehen sind, ein zum größten Teil vollständiges Zierschema an einer hölzernen Decke. Unter den Malereien finden sich groteske Tiere (zum Beispiel eine Version des Grünen Mannes) auf den Hauptträgern und Knotenwerkmuster im Stil der Renaissance auf den darüber liegenden Brettern. Diese bemalte Decke soll eine der frühesten ihrer Art sein, die in wesentlichen Teilen in Schottland erhalten ist. Kleinere Fragmente von Wandmalereien sind im Westturm erhalten geblieben.

## Lady Greensleeves und weitere Legenden
Huntingtower Castle soll von „Lady Greensleeves“, einer jungen Frau namens Dorothea, der Tochter des 1. Earl of Gowrie, heimgesucht werden. Die Legende sagt aus, dass sie sich in einen Diener auf der Burg verliebt hätte und dass die beiden sich nachts heimlich im Ostturm trafen, wo die Diener schliefen. Eines Nachts soll die Mutter des Mädchens, die Gräfin, entdeckt haben, was da vorging, und von den Schlafräumen der Familie im Westturm über die Brücke in den Ostturm geschlichen sein, um das Paar zu erwischen. Dorothea aber hörte ihre Mutter über die Brücke gehen und versuchte, da ihr so der Weg über die Brücke versperrt war, über das Dach in den anderen Turm zurückzukommen. Sie sprang vom Dach des Ostturms und landete sicher auf den Zinnen des Westturms. Dann kehrte sie in ihr Bett zurück, wo ihre Mutter sie vorfand. Der Abstand zwischen den beiden Türmen betrug mehrere Meter und so vollbrachte sie eine ziemliche Heldentat mit dem Sprung. Am folgenden Tag brannten das Mädchen und ihr Liebhaber durch und man weiß nicht, was weiter mit ihnen geschah.
Über die Jahre hat von einigen Sichtungen der Gestalt einer jungen Frau in einem grünen Seidenkleid auf Huntingtower Castle und darum herum gehört, üblicherweise in der Dämmerung, aber manchmal auch bei vollem Tageslicht. Ihre Erscheinung soll ein schlechtes Omen und eine Vorwarnung kommenden Unheils sein. Ein Reisender, der in den 1930er-Jahren auf Huntingtower Castle weilte, soll Lady Greensleeves in einem Gang der Burg gesehen haben. Am nächsten Tag setzte er seine Reise nach Fife fort und ertrank, als er von der Fähre über den Tay stürzte.
Eine zweite Legende von Huntingtower Castle betrifft St Conval's Well, einen Brunnen an der Straße unterhalb der Burg. Das Wasser dieses Brunnens soll Heilkräfte besitzen, aber die, die es schöpfen, müssen das in aller Stille tun: Jedes Wort, das auf dem Hin- oder Rückweg gesprochen wird, soll das Wasser wirkungslos machen. Diejenigen, die das Wasser holen, sollen auch eine kleine Gabe am Brunnen zurücklassen, wie zum Beispiel eine Münze oder einen Talisman. Der Brunnen ist bis heute in gutem Zustand und liefert klares Wasser.

## Bekannte Personen
Das Castle war im 14. Jahrhundert unter dem damaligen Namen Ruthven Castle der letzte Herrensitz von Alexander Stewart, 1. Earl of Buchan. Der zuletzt in Dresden lebende James Ogilvy, 7. Earl of Findlater wurde 1750 in Huntingtower geboren. Der Bauingenieur George Turnbull wuchs in der Nähe auf. Er war der Chefingenieur beim Bau der ersten Eisenbahn von Kalkutta (damals die Handelshauptstadt von Indien) über 867 km nach Benares auf dem Weg nach New Delhi.